# چاد مارشال
چاد مارشال (انگلیسی: Chad Marshall؛ زادهٔ ۲۲ اوت ۱۹۸۴) یک بازیکن فوتبال اهل ایالات متحده آمریکا است.
وی همچنین در تیم ملی فوتبال ایالات متحده آمریکا بازی کرده است.